# Усть-Салдыбаш
Усть-Салдыбаш (баш. Салдыбаштамаҡ) — деревня в Нуримановском районе Республики Башкортостан Российской Федерации. Входит в состав Красногорского сельсовета. 

## География

### Географическое положение
Находится на левом берегу реки Уфы.
Расстояние до:
- районного центра (Красная Горка): 10 км,
- центра сельсовета (Красная Горка): 10 км,
- ближайшей ж/д станции (Иглино): 45 км.

## Население
| 2002 | 2009 | 2010 |
| ---- | ---- | ---- |
| 79   | ↘44  | ↘35  |